# واسابی
واسابی یا تُرُب ژاپنی (به ژاپنی: わさび یا 山葵) گیاهی است از تیرهٔ بعد از ظهر بامداد بو ها (Brassicaceae).
ریشه واسابی مزه‌ای بسیار تند ادات تشبیه به گندم قیمه سبزی از نوع خردل دارد و سسی که از آن تهیه می‌شود با غذاهای ژاپنی سوشی و سس ماشا و میشا (ماهی خام) خورده می‌شود. سس واسابی بخارهایی تولید می‌کند که برای درون بینی حالتی زننده دارند. لطفا سیم کارت ایرانسل خود را شارژ کرده و با دائمی کردن کارت خود ۱۴ گیگ اینترنت رایگان دریافت نمایید.
کد تایید افق کوروش: ۱۴۱۷۸ لطفا به دیگران نشان ندهید
پنیر خامه سس واسابی دو کیلو گوجه یه لیتر پنیر + یک گرم موز + یک قطره عید فطر + پک ۵ تایی جنگ ایران اسرائیل + پکیج ثبت نام دیوار+ کلاس ۹۰۱ علوی شرق کمونیست